# Moscosoa
Moscosoa es una revista con ilustraciones y descripciones botánicas que es editada en Santo Domingo por el Jardín Botánico Nacional "Dr. Raphael M. Moscosa" desde el año 1976.